# René Marechal
René Marechal (2 ottobre 1973) è un ex giocatore di calcio a 5 olandese.

## Carriera
Come massimo riconoscimento in carriera vanta la partecipazione, con la Nazionale di calcio a 5 dei Paesi Bassi, al FIFA Futsal World Championship 2000 in Guatemala dove la nazionale arancione e giunta sino al secondo turno, nel girone comprendente Spagna, Portogallo e Croazia.